# Mohanpur
Mohanpur é uma cidade e uma nagar panchayat no distrito de Etah, no estado indiano de Uttar Pradesh.

## Geografia
Mohanpur está localizada a 28° 16′ N, 80° 15′ L. Tem uma altitude média de 164 metros (538 pés).

## Demografia
Segundo o censo de 2001, Mohanpur tinha uma população de 5299 habitantes. Os indivíduos do sexo masculino constituem 54% da população e os do sexo feminino 46%. Mohanpur tem uma taxa de literacia de 48%, inferior à média nacional de 59.5%: a literacia no sexo masculino é de 57% e no sexo feminino é de 37%. Em Mohanpur, 20% da população está abaixo dos 6 anos de idade.